# گیتی وزیری‌تبار
گیتی وزیری‌تبار، از نوازندگان ایرانی است.
او دختر حسنعلی وزیری تبار از نوازندگان توانای قره‌نی است.
گیتی وزیری تبار از هنرستان موسیقی در رشتهٔ ویلن و کمانچه، زیر نظر استاد روح‌الله خالقی دانش‌آموخته شده و در سال ۱۳۳۶ هـ. خ با محمد ظریف - برادر هوشنگ ظریف- نوازندهٔ فلوت و ویلن ازدواج کرد. او و همسرش به استخدام هنرهای زیبا در آمدند و وزیری تبار، معلم سرود در گروه موسیقی بانوان گردید. گیتی در وزارت فرهنگ و هنر به عنوان آهنگساز نیز فعالیت می‌کرد. او در خرداد ماه ۱۳۵۷ هـ. خ از هنرکدهٔ موسیقی ملی، در کارشناسی موسیقی ملی فارغ‌التحصیل شد.
وی از جمله موسیقی دانانی است که پس از انقلاب سال ۱۳۵۷، ایران را ترک نگفت.
نتیجهٔ ازدواجش دو دختر به نام‌های آیدا و نیناست. وی از دوستان نزدیک استاد دهلوی بوده و هم چنان در عرصهٔ موسیقی فعالیت می‌کنند و در حال تربیت شاگردان می‌باشند.
لازم است ذکر شود که در مراسم اختتامیه سومین جشنواره موسیقی بانوان «آوای مهر» که در تالار اندیشه حوزه هنری برگزار شد، از «گیتی وزیری تبار» نیز تجلیل شد.